# Fraunhofer-Institut für Sichere Informationstechnologie
Das Fraunhofer-Institut für Sichere Informationstechnologie (SIT) oder Fraunhofer SIT ist eine Einrichtung der Fraunhofer-Gesellschaft zur Förderung der angewandten Forschung e. V. (FhG) und hat seinen Sitz in Darmstadt. Hinzu kommt eine Zweigstelle in Münster (NRW) und ein Büro in Berlin. Das Fraunhofer SIT betreibt außerdem eine Außenstelle in Israel. Das Institut arbeitet eng zusammen mit Studierenden und Wissenschaftlern der Technischen Universität Darmstadt und der Hochschule Darmstadt.
Das Fraunhofer SIT ist Mitglied des Athene-Forschungszentrums.
Das Fraunhofer SIT betreibt Anwendungsforschung in den Bereichen IT-Sicherheit und Sicherheit durch IT. Im Auftrag von Unternehmen und öffentlicher Verwaltung entwickelt das Institut sichere Software-Lösungen, erstellt Sicherheitskonzepte und testet die IT-Sicherheit von IT-basierten Systemen und Geräten.

## Arbeitsgebiete
Das Fraunhofer SIT beschäftigt sich mit der IT-Sicherheit von Netzen, Diensten und Geräten. Arbeitsgebiete sind:
- Automotive Security
- Industrie 4.0
- Secure Engineering
- Mobile Sicherheit (Smartphone-/Tablet-Security, mobile Bezahlsysteme etc.)
- Internetsicherheit
- Datenschutzrecht
- IT-Sicherheit in der Medizin
- Sicherheit digitaler Identitäten
- Multimedia-Sicherheit (Digitale Wasserzeichen)
- Schutz kritischer Infrastrukturen
- Sicherheit eingebetteter Systeme (Cyberphysical Systems)
- IT-Forensik
- Kryptografie

## Infrastruktur
Derzeit (Stand Januar 2024) arbeiten am Fraunhofer-Institut für Sichere Informationstechnologie (SIT) ca. 241 Personen. Das Institut wird geleitet von Michael Waidner.